# John Fitch (pilote automobile)
Pour les articles homonymes, voir John Fitch.
Pas d'image ? Cliquez ici
John Cooper Fitch (né le 4 août 1917 à Indianapolis et mort le 31 octobre 2012 à Lime Rock (en)) est un ancien pilote automobile américain. 

## Biographie
John Fitch effectue sa scolarité à l'institut militaire du Kentucky, puis suit des études d'ingénierie civile à l'université de Lehigh en Pennsylvanie pendant un an. Engagé volontaire dans l'United States Army Air Corps pendant la deuxième guerre mondiale, il parvient à abattre un Messerschmitt Me 262 à bord de son P51 Mustang en 1944. Il est lui-même abattu et capturé en 1945 et termine la guerre en tant  que prisonnier de guerre(p67). 
John Fitch, de retour au pays, ouvre une concession MG dans le Connecticut. Parallèlement, il dispute ses premières courses automobiles, et se bâtit à la fin des années 1940 une solide réputation de spécialiste des courses de type sport. En 1951, il remporte le premier championnat américain des voitures de sports (SCCA) et commence à courir dans des épreuves à l'étranger, notamment aux 24 heures du Mans. En 1953, outre sa victoire aux 12 heures de Sebring sur une Cunningham C4R, il fait ses débuts dans le championnat du monde des pilotes (alors réservé aux monoplaces de Formule 2) sur une HWM-Alta à l'occasion du Grand Prix d'Italie. 
La carrière de Fitch connaît ce qui s'apparente à une consécration en 1955, lorsqu'il est intégré à l'écurie Mercedes-Benz (qu'il avait déjà côtoyé en 1952 à l'occasion de la Carrera Panamericana) pour disputer le championnat du monde des voitures de sport 1955, aux côtés des stars que sont Juan Manuel Fangio ou Stirling Moss. Pour Mercedes, les 24 heures du Mans sont le rendez-vous majeur de la saison et Fitch est associé à cette occasion au vétéran français Pierre Levegh sur l'une des trois Mercedes-Benz 300 SLR, un prototype directement dérivé de la Mercedes W196, dominatrice en Formule 1. Mais la course de l'équipage no 20 se termine dès la troisième heure de course lorsque Levegh se tue dans un accrochage avec Lance Macklin et que les débris de sa Mercedes sèment la mort dans les tribunes, tuant plus de 80 spectateurs. Malgré le drame, Mercedes honore ses engagements sportifs jusqu'à la fin de l'année, ce qui vaut à Fitch de remporter le RAC Tourist Trophy en équipage avec Stirling Moss. Il fait également en fin d'année une deuxième et dernière apparition dans le championnat du monde des pilotes lors du Grand Prix d'Italie 1955 sur une Maserati 250F. John Fitch officie comme doublure de Kirk Douglas dans le film Le Cercle Infernal (The Racers), de Henry Hathaway.
En 1956, et jusqu'en 1966 Fitch retourne aux États-Unis pour y disputer les championnats nationaux d'endurance. Il fait également un retour aux 24 heures du Mans en 1960. Très marqué par le drame des 24 heures du Mans 1955, il consacrera les années suivant sa retraite sportive à l'amélioration de la sécurité sur les routes et les circuits. Il est l'inventeur de l'atténuateur de choc (en) Fitch.
Il meurt le 31 octobre 2012 à Lime Rock (en) à l'âge de 95 ans, des suites d'un cancer.

## Résultats en championnat du monde de Formule 1
| Saison | Écurie                    | Châssis       | Moteur              | Pneus  | GP disputés | Points inscrits | Classement |
| ------ | ------------------------- | ------------- | ------------------- | ------ | ----------- | --------------- | ---------- |
| 1953   | Hersham and Walton Motors | HWM 53        | Alta 4 en ligne     | Dunlop | 1           | 0               | n.c.       |
| 1955   | Stirling Moss Ltd         | Maserati 250F | Maserati 6 en ligne | Dunlop | 1           | 0               | n.c.       |

## Résultats aux 24 heures du Mans
| Année | Voiture                 | Équipe            | Équipier         | Résultat |
| ----- | ----------------------- | ----------------- | ---------------- | -------- |
| 1951  | Cunningham C2R-Chrysler | Briggs Cunningham | Phil Walters     | 18e      |
| 1952  | Cunningham C4R-Chrysler | Briggs Cunningham | George Rice (en) | Abandon  |
| 1953  | Cunningham C5R-Chrysler | Briggs Cunningham | Phil Walters     | 3e       |
| 1954  | Ferrari 375MM           | Briggs Cunningham | Phil Walters     | Abandon  |
| 1955  | Mercedes-Benz 300 SLR   | Daimler-Benz A.G. | Pierre Levegh    | Abandon  |
| 1960  | Chevrolet Corvette C1   | Briggs Cunningham | Bob Grossman     | 8e       |